# ステフォン・マーブリー
ステフォン・ゼイビア・マーブリー (Stephon Xavier Marbury, 1977年2月20日 - ) は、アメリカ合衆国・ニューヨーク市ブルックリン区出身の元プロバスケットボール選手。現在はCBAの北京ロイヤルファイターズでヘッドコーチを務めている。ポジションは主にポイントガード。現役時代は主にNBAで活躍し、2010年～2018年までは中国プロバスケットボールリーグ (CBA) の北京ダックスなどでプレーしていた。愛称は「Starbury (スターブリー) 」
同じく元NBA選手のセバスチャン・テルフェアは従弟である。

## 経歴
ジョージア工科大学在学中に1996年のNBAドラフトにアーリーエントリーし、ミルウォーキー・バックスから全体4位の指名を受けたが、直後にミネソタ・ティンバーウルブズが5位で指名したレイ・アレンとの交換トレードが成立し、キャリアがスタートした。
初年度となる1996-1997シーズンから67試合に出場し、1試合平均15.8得点、7.8アシストの好成績を残し、NBAオールルーキーファーストチームに選出される。その後1998-1999シーズンの途中までウルブズでプレーするが、チームメイトのケビン・ガーネットの高額契約に嫉妬し1998－1999年シーズン中にバックス、ニュージャージー・ネッツとウルブズの3チームで行われたトレードでネッツに移籍した。
ネッツでは得点能力を発揮させ、1試合平均23.4得点をマークし、1999-2000、2000-2001シーズンも22.2得点・8.4アシスト、23.9得点、7.6アシストという成績を残すが、チームをプレーオフへ導けず、2000-2001シーズン終了後フェニックス・サンズへ放出された。
サンズでも毎シーズン個人成績は20得点・8アシスト以上の成績を残すが、チームは2003年にプレイオフに進出したのみ（1回戦敗退）の成績に終わり、2003-2004シーズン中に自己3回目のトレードでニューヨーク・ニックスへと移籍した。
ニックスは2005-2006シーズン前にHCにラリー・ブラウンを招聘するなどしたが、チームケミストリーの崩壊、マーブリーとブラウンの衝突などもあり、2004-2005、2005-2006シーズンともアトランティック・ディビジョン最下位に沈んだ。HCがブラウンからアイザイア・トーマスに交代してからはチームの空中分解の度合いはより深刻化し、マーブリー自身も2007年11月13日のフェニックス・サンズ戦でスターターから外される事を知ると、試合前に突如チームから離脱しニューヨークに帰ってしまった。マーブリーは後日、チームから18万ドル超の罰金を科された。マーブリーは2007-2008シーズン途中で左足首骨棘の手術を受け、このシーズン結局24試合の出場にとどまり、得点・アシストともにキャリア最悪の数字に終わった。
オフにはトーマスにかわってマイク・ダントーニがヘッドコーチに就任。ニックスの再建に期待が掛かるダントーニがマーブリーをどのように起用するか注目が集まったが、ダントーニは当時チーム一の高級取りだったマーブリーを開幕から一切起用しないという荒療治を選択。マーブリーとチームの関係は極端に悪くなり、バイアウト交渉もなかなか纏まらなかったが、2008-2009シーズン3月にようやくバイアウトで合意。その後ボストン・セルティックスと契約。シーズン終了後にはFAとなったが、NBAチームと契約することはなかった。
2010年1月、CBA所属の山西ドラゴンズに入団し、15試合に出場した。7月29日、チームとの3年の契約に合意した。
その後北京ダックスに移籍し、2014年と2015年にCBA優勝を経験した。
2018年2月11日の試合を最後に現役引退を表明した。

### 引退後
2019年6月24日、CBAの北京ロイヤルファイターズのヘッドコーチに就任した。

## 評価
マーブリーは2005-2006シーズンまでの10年のキャリアで20.2得点・8.1アシスト、オールスターに2回出場するなど、個人としては優秀な成績を残しているが、チームを勝利に導けていない。マーブリーのプレーオフ経験は4回の出場で18試合のみ。いずれもファーストラウンドで敗退している。
批判は主として｢ディフェンスをしない（できない）｣、｢自分でシュートを打ちたがりすぎる｣、｢チームプレーができない｣など、バスケットにおいて、ましてやPGというポジションとして最も重要なことができていないという内容である。
そのような批判にもかかわらず、2004-2005シーズン中に「俺はNBAで最高のPGだ」と発言した。発言の段階で勝率5割目前だったチームはその後負けが越し、最終的には33勝49敗の勝率.402に終わっている。
また、マーブリーはネッツ、サンズと渡り歩いているが、両チームともマーブリー放出後にチーム成績を上げている。ネッツはマーブリーとのトレードで獲得したジェイソン・キッドを中心に2年連続でNBAファイナルに進出し、サンズは2004-2005シーズン前にスティーブ・ナッシュを獲得し、球団新記録となる62勝を挙げた。
近年では自身がプロデュースしたシューズ「Starbury One（スターブリー ワン）」の宣伝や、将来のテレビタレント（司会者）転身に向けた売り込みのためオフのコンディション調整が万全でなく、個人スタッツも低迷している。また、「バスケットボールは自分の趣味だ。人生そのものではない」「（「趣味」のバスケットボールでは勝者とは言えないかもしれないが）人生の勝者ではある。（バスケットボール以外で）いろいろなことを行う機会に恵まれてきた」と発言した。最近ではTVのインタビューで支離滅裂な行動をとった模様をYouTubeにアップされ、ギルバート・アリーナスに「今世紀最高のインタビュー」と馬鹿にされた。2009年夏、所属先が決まらない状況の中で7月24日に24時間のインターネット中継をし、引退宣言をしたりワセリンを飲み干すなどの奇行を繰り返す痛々しい姿が披露された。
ただ、周囲が思うほど人間性は悪くなく、むしろ05-06シーズン前に起こったハリケーン・カトリーナの被害にあったニューオーリンズには熱心な寄付活動を行い、記者会見では被害にあった子供たちについて涙ながらに語ったり、｢Starbury One｣は経済的な理由からシューズを買えない子供たちのために1足15ドルという破格の値段でプロデュースする（この考えにベン・ウォレスが賛同し、and1から移籍した）など慈善活動を惜しまない。また、06-07シーズン途中にチームメイトのジャマール・クロフォードが怪我により今季絶望であると本人が直接伝えた際には、その場で涙を流し「最初からかっているのかと思った。若い選手が怪我をするのはとても見ていられない」とコメントした。

## NBA個人成績

### レギュラーシーズン
| シーズン     | チーム       | GP  | GS  | MPG  | FG%  | 3P%  | FT%  | RPG | APG | SPG | BPG | TO   | PPG  |
| ------------ | ------------ | --- | --- | ---- | ---- | ---- | ---- | --- | --- | --- | --- | ---- | ---- |
| 1996–97      | MIN          | 67  | 64  | 34.7 | .408 | .354 | .727 | 2.7 | 7.8 | 1.0 | .3  | 3.13 | 15.8 |
| 1997–98      | MIN          | 82  | 81  | 38.0 | .415 | .313 | .731 | 2.8 | 8.6 | 1.3 | .1  | 3.12 | 17.7 |
| 1998–99      | MIN          | 18  | 18  | 36.7 | .408 | .205 | .724 | 3.4 | 9.3 | 1.6 | .3  | 3.06 | 17.7 |
| 1998–99      | NJN          | 31  | 31  | 39.8 | .439 | .367 | .832 | 2.6 | 8.7 | 1.0 | .1  | 3.52 | 23.4 |
| 1999–00      | NJN          | 74  | 74  | 38.9 | .432 | .283 | .813 | 3.2 | 8.4 | 1.5 | .2  | 3.65 | 22.2 |
| 2000–01      | NJN          | 67  | 67  | 38.2 | .441 | .328 | .790 | 3.1 | 7.6 | 1.2 | .1  | 2.94 | 23.9 |
| 2001–02      | PHO          | 82  | 80  | 38.9 | .442 | .286 | .781 | 3.2 | 8.1 | .9  | .2  | 3.46 | 20.4 |
| 2002–03      | PHO          | 81  | 81  | 40.0 | .439 | .301 | .803 | 3.2 | 8.1 | 1.3 | .2  | 3.25 | 22.3 |
| 2003–04      | PHO          | 34  | 34  | 41.6 | .432 | .314 | .795 | 3.4 | 8.3 | 1.9 | .2  | 2.85 | 20.8 |
| 2003–04      | NYK          | 47  | 47  | 39.1 | .431 | .321 | .833 | 3.1 | 9.3 | 1.4 | .1  | 3.23 | 19.8 |
| 2004–05      | NYK          | 82  | 82  | 40.0 | .462 | .354 | .834 | 3.0 | 8.1 | 1.5 | .1  | 2.84 | 21.7 |
| 2005–06      | NYK          | 60  | 60  | 36.6 | .451 | .317 | .755 | 2.9 | 6.4 | 1.0 | .1  | 2.62 | 16.3 |
| 2006–07      | NYK          | 74  | 74  | 37.1 | .415 | .357 | .769 | 2.9 | 5.4 | 1.0 | .1  | 2.42 | 16.4 |
| 2007–08      | NYK          | 24  | 19  | 33.5 | .419 | .378 | .716 | 2.5 | 4.7 | .9  | .1  | 2.00 | 13.9 |
| 2008–09      | BOS          | 23  | 4   | 18.0 | .342 | .240 | .462 | 1.2 | 3.3 | .4  | .1  | 1.6  | 3.8  |
| 通算         | 通算         | 846 | 816 | 37.7 | .433 | .325 | .784 | 3.0 | 7.6 | 1.2 | .1  | 3.0  | 19.3 |
| オールスター | オールスター | 2   | 0   | 16.5 | .500 | .400 | .500 | .5  | 5.0 | .0  | .0  | –    | 8.0  |

### プレーオフ
| シーズン | チーム | GP | GS | MPG  | FG%  | 3P%  | FT%   | RPG | APG | SPG | BPG | TO   | PPG  |
| -------- | ------ | -- | -- | ---- | ---- | ---- | ----- | --- | --- | --- | --- | ---- | ---- |
| 1996–97  | MIN    | 3  | 3  | 39.0 | .400 | .300 | .600  | 4.0 | 7.7 | .7  | .0  | 3.00 | 21.3 |
| 1997–98  | MIN    | 5  | 5  | 41.8 | .306 | .280 | .783  | 3.2 | 7.6 | 2.4 | .0  | 3.60 | 13.8 |
| 2002–03  | PHO    | 6  | 6  | 45.3 | .375 | .227 | .758  | 4.0 | 5.7 | 1.2 | .0  | 3.83 | 22.0 |
| 2003–04  | NYK    | 4  | 4  | 43.5 | .373 | .300 | .680  | 4.3 | 6.5 | 1.8 | .0  | 3.50 | 21.3 |
| 2009     | BOS    | 14 | 0  | 11.9 | .303 | .250 | 1.000 | .9  | 1.8 | .1  | .0  | .7   | 3.7  |
| 通算     | 通算   | 32 | 18 | 29.3 | .355 | .273 | .750  | 2.6 | 4.6 | .9  | .0  | 2.3  | 12.6 |

## CBA個人成績

### レギュラーシーズン
| シーズン | チーム | GP | GS | MPG  | FG%  | 3P%  | FT%  | RPG | APG | SPG | BPG | PPG  |
| -------- | ------ | -- | -- | ---- | ---- | ---- | ---- | --- | --- | --- | --- | ---- |
| 2009–10  | 山西   | 15 | 15 | 34.1 | .487 | .366 | .806 | 5.9 | 9.5 | 2.6 | .1  | 22.9 |
| 2010–11  | 佛山   | 32 | 32 | 36.4 | .545 | .508 | .816 | 4.5 | 5.7 | 1.6 | .0  | 25.2 |
| 2011–12  | 北京   | 31 | 31 | 35.3 | .470 | .283 | .701 | 5.5 | 6.5 | 2.2 | .0  | 25.0 |
| 2012–13  | 北京   | 30 | 30 | 35.0 | .539 | .386 | .766 | 4.6 | 5.3 | 2.2 | .1  | 29.5 |
| 2013–14  | 北京   | 12 | 12 | 29.4 | .519 | .477 | .780 | 4.7 | 5.3 | 1.0 | .0  | 16.9 |
| 2014–15  | 北京   | 38 | 36 | 31.8 | .555 | .406 | .764 | 3.2 | 5.7 | 1.2 | .1  | 16.3 |
| 2015–16  | 北京   | 36 | 36 | 31.9 | .483 | .366 | .788 | 3.8 | 5.7 | 2.0 | .0  | 18.4 |
| 2016–17  | 北京   | 36 | 36 | 34.4 | .487 | .341 | .748 | 3.2 | 5.5 | 1.7 | .1  | 21.4 |
| 2017–18  | 北京   | 36 | 36 | 34.1 | .464 | .281 | .663 | 3.0 | 4.7 | 1.6 | .2  | 14.9 |

### プレーオフ
| シーズン | チーム | GP | GS | MPG  | FG%  | 3P%  | FT%  | RPG | APG | SPG | BPG | PPG  |
| -------- | ------ | -- | -- | ---- | ---- | ---- | ---- | --- | --- | --- | --- | ---- |
| 2011–12  | 北京   | 14 | 13 | 33.6 | .571 | .432 | .822 | 4.3 | 5.6 | 3.4 | .1  | 33.8 |
| 2012–13  | 北京   | 6  | 6  | 35.8 | .393 | .265 | .848 | 3.2 | 8.2 | 2.3 | .2  | 22.0 |
| 2013–14  | 北京   | 15 | 15 | 37.2 | .451 | .283 | .745 | 4.8 | 4.1 | 2.5 | .0  | 25.7 |
| 2014–15  | 北京   | 13 | 13 | 38.8 | .575 | .375 | .750 | 4.2 | 6.6 | 2.1 | .1  | 24.6 |
| 2015–16  | 北京   | 4  | 4  | 37.8 | .484 | .481 | .815 | 4.8 | 4.3 | 1.3 | .0  | 31.8 |

## 個人記録

### 個人成績最多記録
- 1試合最多得点：50得点（vs ロサンゼルス・レイカーズ　2001年2月13日）
- 1試合最多アシスト：20個  （vs インディアナ・ペイサーズ　1999年4月25日）
- 1試合最多リバウンド：11本  （vs シカゴ・ブルズ　2001年1月20日）
- 1試合最多3P成功数：8本  （vs シアトル・スーパーソニックス　1997年12月23日）
- 1試合最多フリースロー成功数：17本  （vs ボストン・セルティックス　2005年12月4日）
- 1試合最多スティール：6本  （vs アトランタ・ホークス　2004年11月30日）

## 受賞歴
- 2× NBAオールスター (2001, 2003)
- 2× オールNBAサードチーム (2000, 2003)
- NBAオールルーキー・ファーストチーム (1997)
- 3× CBAチャンピオン (2012, 2014, 2015)
- CBAファイナルMVP (2015)
- 6× CBAオールスター (2010-2015)
- CBAオールスターゲームMVP (2010)
- オールアメリカン・サードチーム – AP, NABC (1996)
- オールACCファーストチーム (1996)
- ACC新人王 (1996)
- 2× パレード誌オールアメリカン・ファーストチーム (1994, 1995)
- マクドナルド・オール・アメリカン (1995)
- ニューヨーク州ミスター・バスケットボール (1995)
- オリンピック銅メダル (2004)